# Steglitzer SC Südwest
Maillots
Le SSC Südwest 1947 est un club allemand de football localisé dans le quartier de Steglitz dans l’arrondissement de Steglitz-Zehlendorf à Berlin.
Outre le football, le club comporte plusieurs  départements, dont l’Aïkido, le Basket-Ball, la Boxe, la Danse, la Gymnastique, le Handbal, le Volley-Ball…

## Localisation

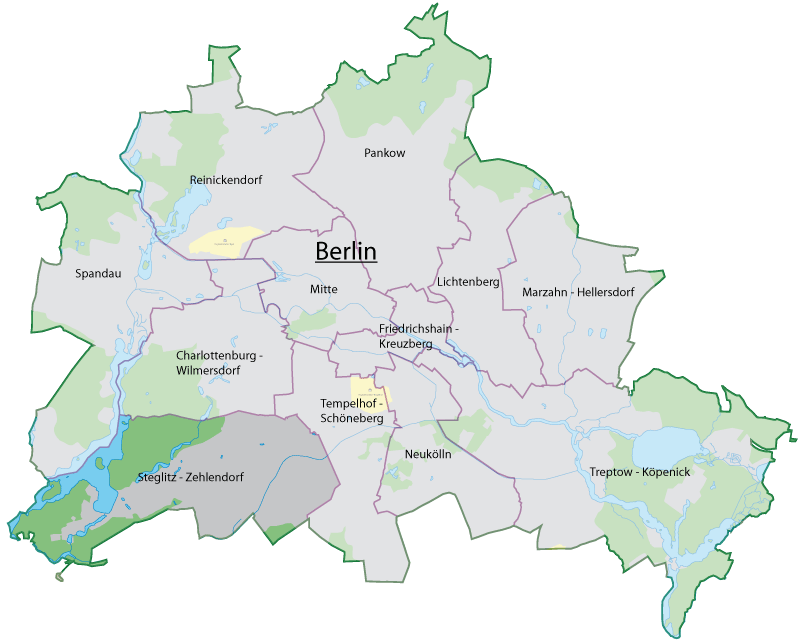
Localisation de l'arrondissement de Steglitz-Zehlendorf

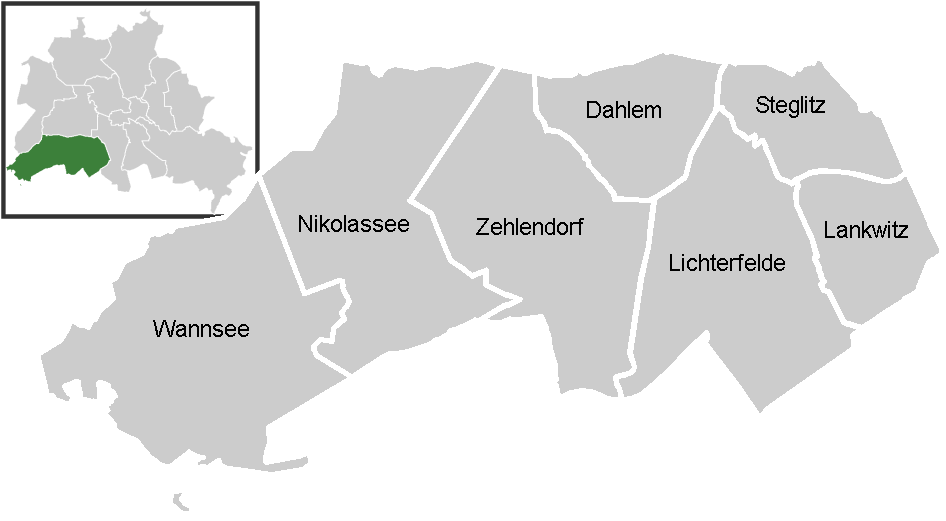
Les quartiers de l'arrondissement de Steglitz-Zehlendorf

## Histoire
En 1945, Tous les clubs et associations allemands furent dissous par les Alliés (voir Directive n°23). Une équipe fut reconstituée sous l’appellation SG Südwest pour lequel des liens avec un ou plusieurs clubs ayant existé précédemment ne peuvent pas être établis avec certitude.
Le 15 avril 1947, le SG Südwest donna naissance au Steglitzer SC Südwest 1947.
À partir de 1947, la DFB retrouva la totalité de ses prérogatives (abandonnées à partir de 1933 lors de l’arrivée au pouvoir qui placèrent tout le sport allemand sous leur contrôle – voir DRL/NSRL ). Cinq ligues de niveau 1 furent établies, les Oberligen parmi lesquelles figura l’Oberliga Berlin. 
Lors de la saison 1947-1948, le SG Südwest participa à la Amateurliga Berlin. Cette ligue était directement inférieure à l’Oberliga Berlin et était composée de trois groupes (qui passèrent à quatre la saison suivante). Le SG Südwest termina 5e du groupe C.
Devenu le SSC Südwest, le club se classa 5e dans le groupe Nordostkreis B en 1948. L’année suivante, il finit à la même place du Groupe B, alors que la ligue avait été ramenée à deux séries. En 1951, le cercle obtint le 6e rang dans une ligue revenue en série unique.
Le SSC Südwest reporta le titre de l’Amateurliga Berlin à la fin de la saison 1951-1952 et monta en Oberliga Berlin. Il n’y joua qu’un championnat et fut relégué.
Le club rejoua alors neuf saisons en Amateurliga Berlin. En 1958, il évita la relégation après un barrage contre le Neuköllner SC Südstern mais au terme du championnat 1961-1962, le cercle descendit. Il remonta deux ans plus tard.
En fin d’exercice 1969-1970, le SSC Südwest termina à égalité avec le Spandauer BC. Un barrage pour éviter la descente du être disputé. Chaque équipe remporta son match à domicile. Comme ni la différence de buts, ni les buts marqués en déplacement n’étaient pris en compte pour effectuer un départage, il fut décidé de recommencer la série. Mais après ce nouvel aller retour, aucune décision n’était encore tombée. Il fallut jouer un 5e match de barrage ! Le SSC Südwest assura son maintien en marquant le but décisif pendant la prolongation, à la 118e minute (3-2).
Le cercle parvint encore à se maintenir quatre saisons. Mais à la fin du championnat d’exercice 1973-1974, la mission tendait à l'impossible. En raison de la création de la 2. Bundesliga et de l’instauration de l’Oberliga Berlin au 3e niveau, le règlement prévoyait la descente de dix équipes. En effet, l’Amateurliga Berlin devenait la Landesliga Berlin et reculait au niveau 4, à partir de la saison suivante. Mais surtout elle devait absorber le retour de neuf équipes, redescendant de l’ancien niveau 2, la Regionalliga Berlin.
Terminant 14e sur 18, le Steglitzer SC Südwest fut renvoyé au niveau 5. Par la suite, le club sombra dans la hiérarchie des ligues berlinoises.

## Palmarès
- Champion de l’Amateurliga Berlin: 1952